# Morti nel 2009/Novembre
| Questa pagina contiene informazioni ricavate automaticamente dalle voci biografiche con l'ausilio del template Bio e di un bot. L'aggiornamento è periodico e automatico e ricostruisce completamente la pagina. Se manca una persona in questa lista, sei pregato di non aggiungerla, ma accertati piuttosto che la sua voce biografica contenga il template Bio e che i dati anagrafici siano correttamente compilati. Se il template Bio manca, inseriscilo tu stesso o, in alternativa, metti l'avviso {{tmp\|Bio}} che ne segnala la mancanza. Se i dati riportati sono sbagliati, correggi direttamente la voce biografica; le modifiche saranno visibili in questa lista entro pochi giorni. Per chiarimenti vedi il progetto biografie. La lista contiene solo le 142 persone che sono citate nell'enciclopedia e per le quali è stato implementato correttamente il template Bio. Pagina aggiornata al 18 ago 2025. |

- 1º novembre - Zev Aelony, attivista statunitense (n. 1938)
- 1º novembre - Jonathan Bourhis, cestista francese (n. 1990)
- 1º novembre - Natuzza Evolo, mistica italiana (n. 1924)
- 1º novembre - Alda Merini, poeta, aforista e scrittrice italiana (n. 1931)
- 1º novembre - Alan Ogg, cestista statunitense (n. 1967)
- 1º novembre - Mario Pedone, attore italiano (n. 1950)
- 1º novembre - Emerick Szilagyi, chirurgo statunitense (n. 1910)
- 1º novembre - George Zoritch, ballerino russo (n. 1917)
- 2 novembre - Ida Frabboni, supercentenaria italiana (n. 1896)
- 2 novembre - Phil Lumpkin, cestista e allenatore di pallacanestro statunitense (n. 1951)
- 2 novembre - José Luis López Vázquez, attore spagnolo (n. 1922)
- 2 novembre - Paolo Perugi, calciatore italiano (n. 1965)
- 2 novembre - Amir Pnueli, matematico e informatico israeliano (n. 1941)
- 2 novembre - Lonnie Zamora, poliziotto statunitense (n. 1933)
- 2 novembre - Haya bint Abd al-Aziz Al Sa'ud, principessa saudita (n. 1929)
- 3 novembre - Francisco Ayala, scrittore spagnolo (n. 1906)
- 3 novembre - Gaspare Vella, psichiatra italiano (n. 1928)
- 4 novembre - Carl Ballantine, attore e illusionista statunitense (n. 1917)
- 4 novembre - Ivan Bjakov, biatleta sovietico (n. 1944)
- 4 novembre - Hubert Brandenburg, vescovo cattolico tedesco (n. 1923)
- 4 novembre - Stefano Chiodi, calciatore italiano (n. 1956)
- 4 novembre - Antonio Pelle, mafioso italiano (n. 1932)
- 4 novembre - David Tree, attore britannico (n. 1915)
- 5 novembre - Luigi Fuin, allenatore di calcio e calciatore italiano (n. 1928)
- 6 novembre - Pedro Aguirrebeña, pallanuotista cileno (n. 1917)
- 6 novembre - Dimitri De Fauw, ciclista su strada e pistard belga (n. 1981)
- 6 novembre - Otomar Krejča, attore teatrale e regista teatrale ceco (n. 1921)
- 6 novembre - Hans Lund, giocatore di poker statunitense (n. 1950)
- 6 novembre - Antonio Rosario Mennonna, vescovo cattolico italiano (n. 1906)
- 6 novembre - Samba Felix N'Diaye, regista senegalese (n. 1945)
- 6 novembre - Arne Natland, calciatore norvegese (n. 1927)
- 6 novembre - Oleksandr Sorokalet, calciatore ucraino (n. 1957)
- 7 novembre - Anselmo Duarte, regista, sceneggiatore e attore brasiliano (n. 1920)
- 7 novembre - Joe Maross, attore statunitense (n. 1923)
- 8 novembre - Pierre Bottero, scrittore francese (n. 1964)
- 8 novembre - Jerry Fuchs, batterista statunitense (n. 1974)
- 8 novembre - Armin Gessert, autore di videogiochi tedesco (n. 1963)
- 8 novembre - Vitalij Lazarevič Ginzburg, fisico sovietico (n. 1916)
- 8 novembre - Arne Jutner, pallanuotista svedese (n. 1920)
- 8 novembre - Colin Long, tennista e telecronista sportivo australiano (n. 1918)
- 8 novembre - Arda Mandikian, soprano greco (n. 1924)
- 8 novembre - Médard Zanou, calciatore beninese (n. 1986)
- 9 novembre - Al Cervi, cestista e allenatore di pallacanestro statunitense (n. 1917)
- 9 novembre - Henri Alain Liogier, botanico e educatore francese (n. 1916)
- 10 novembre - Fiorenzo Capriotti, militare italiano (n. 1911)
- 10 novembre - Dick Katz, pianista e compositore statunitense (n. 1924)
- 10 novembre - Robert Enke, calciatore tedesco (n. 1977)
- 10 novembre - Tomaž Humar, alpinista sloveno (n. 1969)
- 10 novembre - Uolevi Manninen, cestista finlandese (n. 1937)
- 10 novembre - Flora Viola, dirigente sportiva italiana (n. 1923)
- 11 novembre - Franco Benedetti, lottatore italiano (n. 1932)
- 11 novembre - Ehsan Fatahian, attivista iraniano (n. 1982)
- 11 novembre - Giuseppe Favati, scrittore, poeta e giornalista italiano (n. 1927)
- 11 novembre - Meki Megara, pittore e scultore marocchino (n. 1933)
- 12 novembre - Willy Kernen, calciatore svizzero (n. 1929)
- 12 novembre - Milo Navasa, alpinista italiano (n. 1925)
- 12 novembre - Paul Wendkos, regista e produttore televisivo statunitense (n. 1925)
- 12 novembre - Jan Łostowski, sollevatore polacco (n. 1951)
- 13 novembre - Héctor Facundo, calciatore argentino (n. 1937)
- 13 novembre - Dell Hymes, antropologo statunitense (n. 1927)
- 13 novembre - Bernard Kolélas, politico della Repubblica del Congo (n. 1933)
- 13 novembre - Porter Meriwether, cestista statunitense (n. 1940)
- 13 novembre - Armen Leonovič Tachtadžjan, botanico sovietico (n. 1910)
- 14 novembre - Nikolaj Anikin, fondista sovietico (n. 1932)
- 14 novembre - Luigi Piacenza, botanico italiano (n. 1935)
- 15 novembre - Derek B, rapper britannico (n. 1965)
- 15 novembre - Ray Charnley, calciatore inglese (n. 1935)
- 15 novembre - Dennis Cole, attore statunitense (n. 1940)
- 15 novembre - Antonio de Nigris, calciatore messicano (n. 1978)
- 15 novembre - Andrij Fedčuk, pugile ucraino (n. 1980)
- 15 novembre - Pierre Harmel, politico belga (n. 1911)
- 15 novembre - Alberto Methol Ferré, filosofo e teologo uruguaiano (n. 1929)
- 15 novembre - Pavle, monaco cristiano e arcivescovo ortodosso serbo (n. 1914)
- 15 novembre - Jocelyn Quivrin, attore francese (n. 1979)
- 16 novembre - Marcello Gavio, imprenditore italiano (n. 1932)
- 16 novembre - Sergej Leonidovič Magnitskij, avvocato russo (n. 1972)
- 16 novembre - Ignacio Pérez, calciatore colombiano (n. 1934)
- 16 novembre - Edward Woodward, attore britannico (n. 1930)
- 17 novembre - José Aboulker, attivista e medico francese (n. 1920)
- 17 novembre - Franco Bergamini, clarinettista italiano (n. 1933)
- 17 novembre - John Craxton, pittore britannico (n. 1922)
- 17 novembre - Josine van Dalsum, attrice olandese (n. 1948)
- 17 novembre - Amelia J. Gordon, politica filippina (n. 1919)
- 17 novembre - Giuliana Segre, traduttrice, scrittrice e antifascista italiana (n. 1911)
- 18 novembre - Abrar Alvi, sceneggiatore e regista indiano (n. 1927)
- 18 novembre - Giulio Caradonna, politico italiano (n. 1927)
- 18 novembre - Gregory DePalma, mafioso statunitense (n. 1932)
- 18 novembre - Red Robbins, cestista statunitense (n. 1944)
- 18 novembre - Salem Saad, calciatore emiratino (n. 1978)
- 19 novembre - Frank Beattie, allenatore di calcio e calciatore scozzese (n. 1933)
- 19 novembre - Daul Kim, modella sudcoreana (n. 1989)
- 19 novembre - Richard Walden, calciatore inglese (n. 1948)
- 20 novembre - Lovrano Bisso, politico italiano (n. 1927)
- 20 novembre - Kristina Brenk, scrittrice, drammaturga e traduttrice slovena (n. 1911)
- 20 novembre - Robert Foxcroft, schermidore canadese (n. 1934)
- 20 novembre - Martino Gomiero, vescovo cattolico italiano (n. 1924)
- 20 novembre - Ghulam Mustafa Jatoi, politico pakistano (n. 1931)
- 20 novembre - Lino Lacedelli, alpinista italiano (n. 1925)
- 20 novembre - H. C. Robbins Landon, musicologo e critico musicale statunitense (n. 1926)
- 20 novembre - Elisabeth Söderström, soprano e attrice svedese (n. 1927)
- 20 novembre - Christopher William Stearns, attore statunitense (n. 1948)
- 20 novembre - Tania Weber, attrice finlandese (n. 1926)
- 21 novembre - Konstantin Petrovič Feoktistov, ingegnere e cosmonauta sovietico (n. 1926)
- 22 novembre - Gino Munaron, pilota automobilistico italiano (n. 1928)
- 22 novembre - Juan Carlos Muñoz, calciatore argentino (n. 1919)
- 22 novembre - Viktor Obuchov, regista sovietico (n. 1940)
- 22 novembre - Ivo Rudić, calciatore australiano (n. 1942)
- 22 novembre - Fiora Vincenti, scrittrice e giornalista italiana (n. 1928)
- 24 novembre - Lea Garofalo, italiana (n. 1974)
- 24 novembre - Samak Sundaravej, politico thailandese (n. 1935)
- 25 novembre - Giuseppe Baldini, calciatore e allenatore di calcio italiano (n. 1922)
- 25 novembre - Giorgio Carbone, filantropo italiano (n. 1936)
- 25 novembre - Beatrice Gray, attrice e ballerina statunitense (n. 1911)
- 25 novembre - Josip Gucmirtl, calciatore jugoslavo (n. 1942)
- 25 novembre - Mike Tiddy, allenatore di calcio e calciatore inglese (n. 1929)
- 26 novembre - Ecaterina Iencic-Stahl, schermitrice rumena (n. 1946)
- 26 novembre - Nikola Kovačev, calciatore bulgaro (n. 1934)
- 26 novembre - Lis Løwert, attrice danese (n. 1919)
- 26 novembre - Marcello Neri, allenatore di calcio e calciatore italiano (n. 1938)
- 26 novembre - Antonio Pezzella, politico italiano (n. 1948)
- 26 novembre - Viktor Zaslavskij, storico canadese (n. 1937)
- 27 novembre - Ruslan Ašuraliev, lottatore sovietico (n. 1950)
- 27 novembre - Jacques Baratier, regista e sceneggiatore francese (n. 1918)
- 27 novembre - Bruno Pupparo, tecnico del suono italiano (n. 1959)
- 27 novembre - Ernesto Treccani, pittore italiano (n. 1920)
- 28 novembre - Gilles Carle, regista e sceneggiatore canadese (n. 1928)
- 28 novembre - Giovan Carlo Iozzelli, politico italiano (n. 1929)
- 28 novembre - Takeo Kajiwara, giocatore di go giapponese (n. 1923)
- 28 novembre - Tony Kendall, attore italiano (n. 1936)
- 28 novembre - Sergio Sartorelli, ingegnere e designer italiano (n. 1928)
- 29 novembre - Alexandre del Belgio, principe belga (n. 1942)
- 29 novembre - Ghalib Alhinai, religioso e politico omanita (n. 1912)
- 29 novembre - Giorgio Bertolaso, generale e aviatore italiano (n. 1918)
- 29 novembre - Pierre Blet, presbitero e storico francese (n. 1918)
- 29 novembre - Andrew Donald Booth, ingegnere, fisico e informatico britannico (n. 1918)
- 29 novembre - Feryal, principessa egiziana (n. 1938)
- 29 novembre - Robert Holdstock, scrittore inglese (n. 1948)
- 29 novembre - Tamara Nikolaevna Lisician, regista sovietica (n. 1923)
- 29 novembre - Edige Niyazov, fotografo kazako (n. 1940)
- 30 novembre - Paul Naschy, attore, sceneggiatore e regista spagnolo (n. 1934)
- 30 novembre - Milorad Pavić, scrittore, poeta e saggista serbo (n. 1929)
- 30 novembre - Alfredo Tragni, imprenditore, dirigente sportivo e calciatore italiano (n. 1920)